# Stadtpfarrkirche St. Georg (Riedlingen)

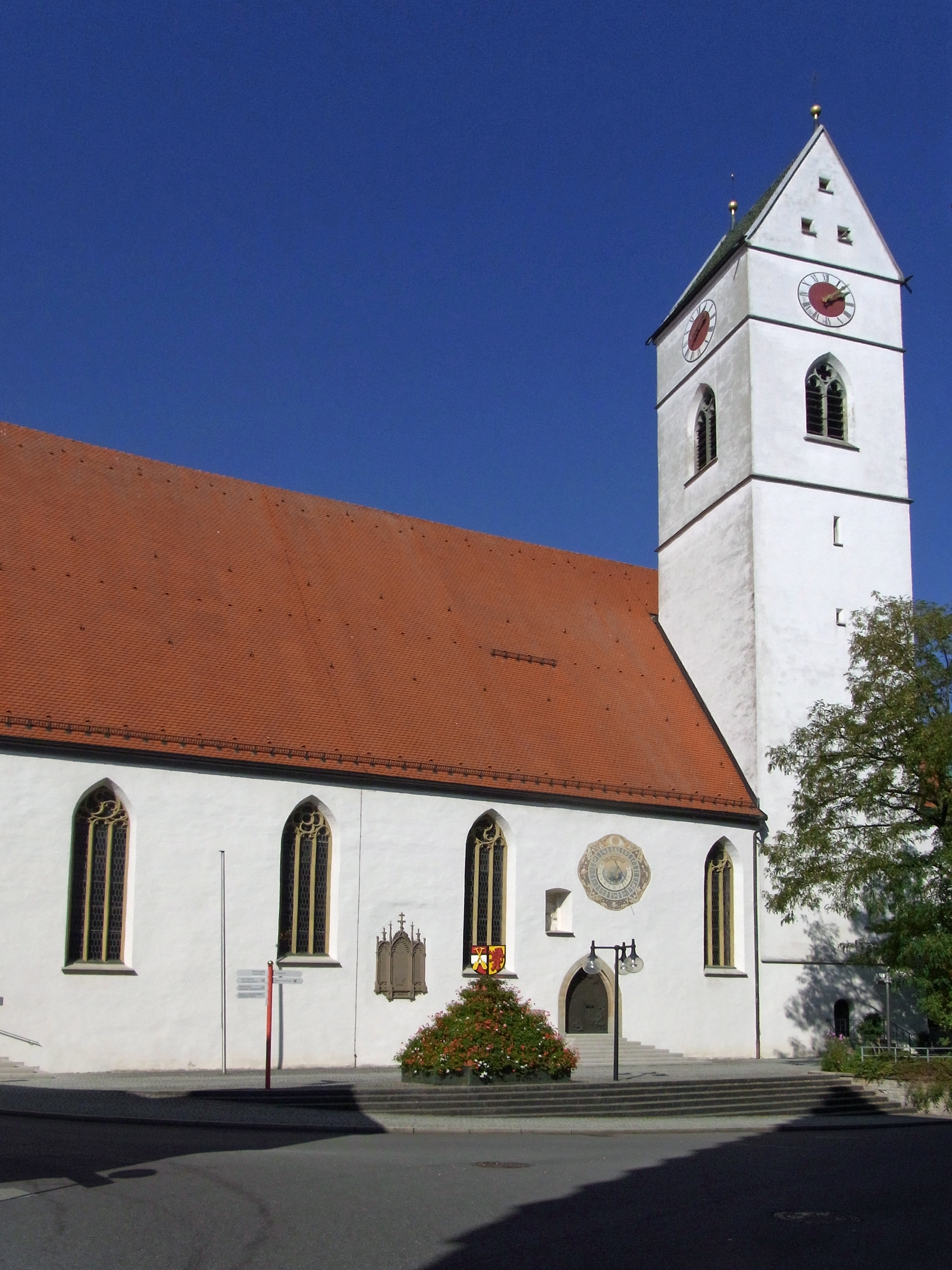
Stadtpfarrkirche St. Georg in Riedlingen

Die römisch-katholische Stadtpfarrkirche St. Georg steht in Riedlingen, einer Stadt im Landkreis Biberach in Baden-Württemberg. Die Kirchengemeinde gehört zum Dekanat Biberach in der Diözese Rottenburg-Stuttgart. Das Bauwerk ist beim Landesamt für Denkmalpflege Baden-Württemberg als Baudenkmal eingetragen.

## Beschreibung
Im Kern wurde die Kirche St. Georg als Basilika errichtet und 1344 vollendet. Das Langhaus wurde 1486 um zwei Joche nach Westen erweitert und der Innenraum in den jetzigen Zustand einer dreischiffigen Hallenkirche unter einem gemeinsamen Satteldach gebracht

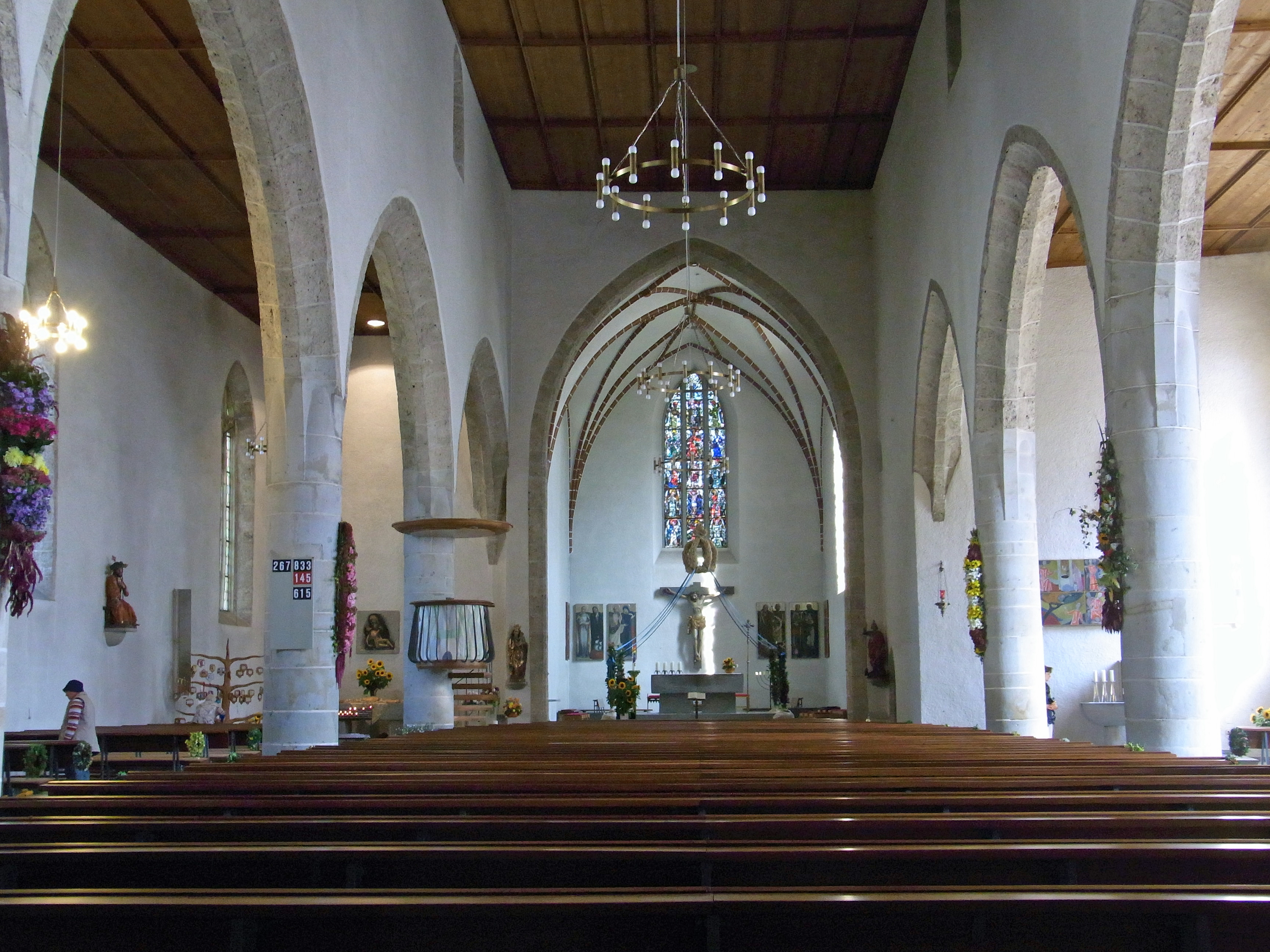
Blick zum Altar

Das Kirchengebäude besteht aus einem  Mittelschiff und zwei Seitenschiffen, wobei im Innenraum das Mittelschiff die Seitenschiffe überragt, dem sich im Osten  ein eingezogener Chor mit geradem Abschluss anschließt, und einem Kirchturm in der Südostecke des Langhauses, dessen oberstes Geschoss die Turmuhr und das darunter liegende den Glockenstuhl beherbergt, und mit einem quer liegenden Satteldach bedeckt wurde. 

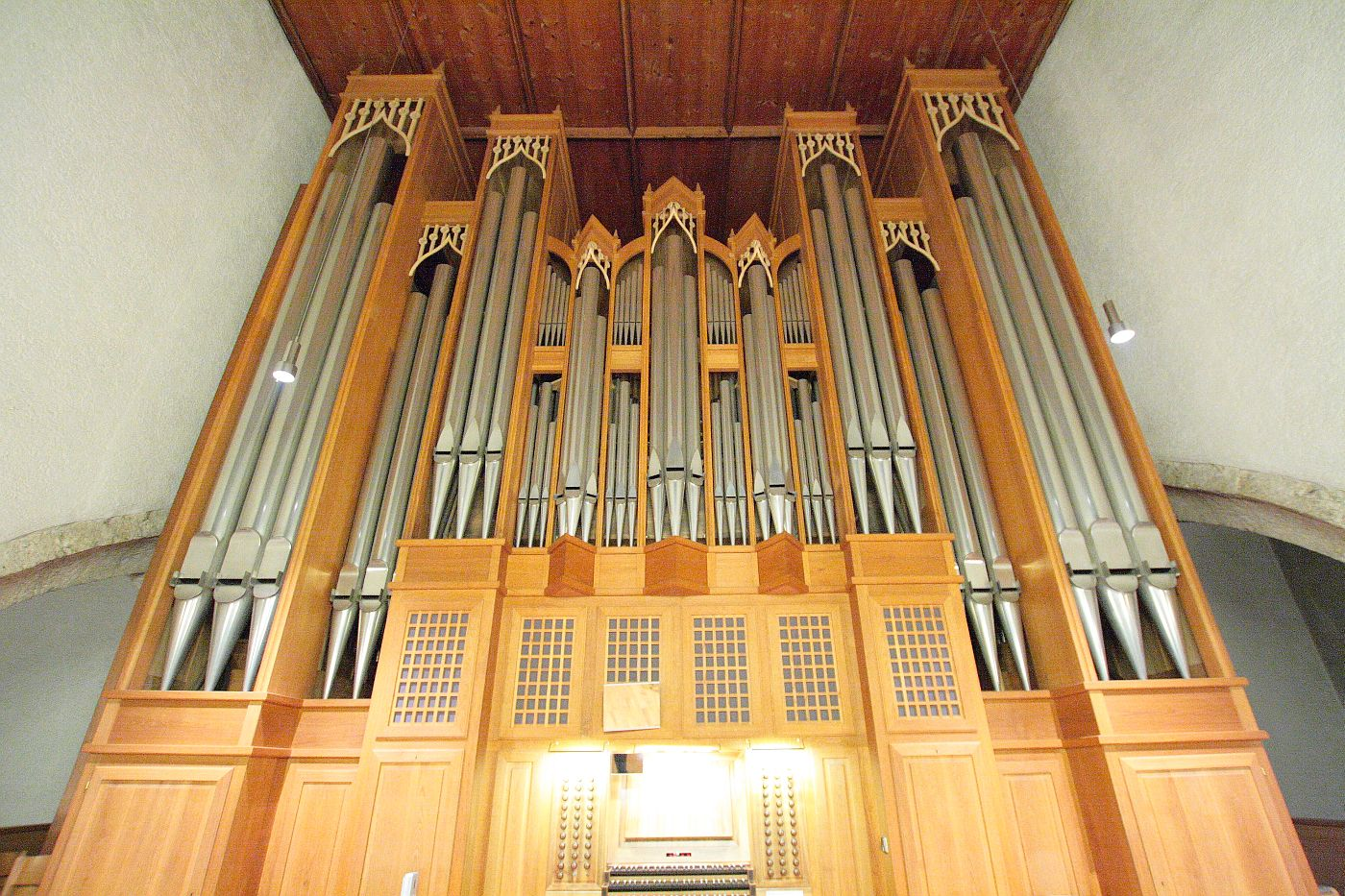
Orgel von St. Georg

Zur Kirchenausstattung gehören ein ehemaliges Altarretabel von 1713, auf dem Mariä Himmelfahrt dargestellt ist, das Stifterbild des Heinrich Lupf und seiner Ehefrau und ein Gnadenstuhl. 
Die Orgel mit 53 Registern auf drei Manualen und Pedal wurde 1997 von der Manufaktur Freiburger Orgelbau Hartwig und Tilmann Späth errichtet.

## Glocken
Im Kirchturm befindet sich ein siebenstimmiges Glockengeläut aus vier historischen und drei neueren Kirchenglocken:
| Glocke | Name                                    | Gießer                                 | Gussjahr | Gewicht | Schlagton |
| ------ | --------------------------------------- | -------------------------------------- | -------- | ------- | --------- |
| 1      | Dreifaltigkeit, „Benedicta“             | Glockengießerei Bachert, Heilbronn     | 1958     | 3200 kg | H°        |
| 2      | Heilig Kreuz                            | Hans Reble, Villingen                  | 1590     | 1600 kg | d′        |
| 3      | Georg, Martin, Wendelin, Kirchenpatrone | Glockengießerei Bachert, Heilbronn     | 1958     | 1170 kg | e′        |
| 4      | Maria und Georg                         | Johannes Rosier, Rottenburg/Riedlingen | 1703     | 900 kg  | fis′      |
| 5      | Evangelistenglocke                      | Hans Eger, Reutlingen                  | 1474     | 600 kg  | a′        |
| 6      | Vianney, Pfarrer von Ars                | Glockengießerei Bachert, Heilbronn     | 1958     | 340 kg  | h′        |
| 7      | Maria, Ave-Glöckle                      | Biberacher Gießhütte                   | 15. Jh.  | 060 kg  | a″        |